# Elstertalbrücke (Autobahn)
Die Elstertalbrücke Pirk gehört zu den größten Steinbogenbrücken Europas, die für den Straßenverkehr errichtet wurden. Sie ist Teil der Bundesautobahn 72 und befindet sich bei Autobahnkilometer 23,7 in der Mittelgebirgslandschaft des Vogtlandes bei Pirk, einem Ortsteil von Weischlitz. Mit dem Bau der Brücke wurde 1938 begonnen, die Arbeiten wurden jedoch 1940 aufgrund des Zweiten Weltkriegs eingestellt. Die Brücke blieb 50 Jahre lang unvollendet, bis sie schließlich nach der Deutschen Wiedervereinigung von 1990 bis 1993 fertiggestellt werden konnte.

## Geschichte
Bereits beim Bau der Eisenbahnstrecke Leipzig–Hof mussten im Vogtland mit der Göltzschtalbrücke und der Elstertalbrücke zwischen 1846 und 1851 zwei große Brückenbauwerke in Ziegelbauweise errichtet werden. Auch die Reichsautobahn Chemnitz–Hof wurde durch die von tiefen Taleinschnitten geprägte Landschaft geführt. Erneut waren die Täler der Göltzsch mit einer Autobahnbrücke bei Weißensand und das Tal der Weißen Elster bei Pirk zu überspannen. Die Autobahnbrücke über das Elstertal wurde ab 1936 als damals größte Massiv-Straßenbrücke der Welt mit einer Gesamtlänge von 623,7 m und einer maximalen Höhe von 60 m geplant. Die Baukosten sollten 12 Mio. RM betragen.
Mit den Bauarbeiten wurde 1938 begonnen. Auf der Baustelle wurde 24 Stunden am Tag im Zweischichtbetrieb gearbeitet. Insgesamt waren etwa 450 Arbeiter im Einsatz, die ausführenden Unternehmen waren Philipp Holzmann, Grün & Bilfinger sowie Wayss & Freytag. Chefingenieur des Brückenbaus war Walter Kinze (1910–1994), ab 1960 Professor für Grundbau an der Technischen Hochschule Dresden. Auf Grund des Zweiten Weltkriegs konnte das Bauwerk nicht ganz vollendet werden. 1940 folgte die Einstellung der Bauarbeiten. Bis dahin waren die zwölf Bögen fertiggestellt, es fehlten noch die Aufmauerung und die Fahrbahn.
Nach der Teilung Deutschlands lag die Brücke am Rand des Grenzsperrgebiets der DDR und blieb eine rund 50 Jahre brachliegende Baustelle.
Im Juni 1990 wurde mit Voruntersuchungen begonnen und im September 1990 schließlich der Weiterbau in die Wege geleitet. Ziel war es, die vorhandene Substanz so weit wie möglich zu erhalten und zu nutzen; sogar die seit Jahrzehnten in der Nähe gelagerten Granitquader für das Verblendmauerwerk konnten benutzt werden. Die Entwurfsplanung und Bauleitung hatte das Ingenieurbüro Prof. Dr.-Ing. Bechert & Partner in Stuttgart. Die Ausführungs- und Tragwerksplanung erbrachte das Technische Büro der Hauptverwaltung München der Bauunternehmung Dyckerhoff & Widmann. Die Bauarbeiten wurden von einer Arbeitsgemeinschaft aus der Nürnberger Niederlassung von Dyckerhoff & Widmann sowie dem Münchner Unternehmen Kunz GmbH & Co. ausgeführt, die Reinigungs- und Verpressarbeiten an der Altbausubstanz besorgte das Nürnberger Unternehmen Rödl GmbH. Die nördliche Fahrbahn der Brücke wurde am 2. Oktober 1992 für den Verkehr freigegeben, am 6. September 1993 folgte die südliche Fahrbahn.

## Konstruktion
Das bis zu 60 m hohe Bauwerk weist elf sich nach oben schwach verjüngende Pfeiler und zwölf 18,28 m breite Bögen mit jeweils 33,5 m lichter Weite auf. Die Baugruben für die Pfeilerfundamente hatten eine Tiefe von bis zu 8 m. Verwendet wurde gelblicher und bläulicher Granitstein, der im regelmäßigen Schichtenverband gemauert wurde. Insgesamt 20.000 m³ Quadermauerwerk waren für die Gewölbe und Verkleidungen ausgeschrieben worden. Die Pfeiler bestehen aus einer Granit-Vormauerung und einem Kern aus Stampfbeton.
Die Brücke präsentiert sich heute nur noch scheinbar als Bogenbrücke, da das ursprüngliche statische System nicht mehr für den Überbau verwendet wurde. Damit nur das Gewölbeeigengewicht vorhanden ist, wurde für den Überbau eine Durchlaufträgerkonstruktion aus Spannbeton verwendet (Spannbetonhohlkästen für jede Fahrtrichtung, 2,5 m hoch und zusammen 29,5 m breit). Dadurch werden die Lasten über Auflagerstühle direkt in den Pfeilerachsen abgeleitet. Zum anderen konnte so die ursprüngliche Breite der Brückenkrone, die nach dem Normalprofil der Reichsautobahnen auf 19 m festgelegt war, durch die Spannbetonfahrbahnplatte beidseitig um zirka 5,25 m auf insgesamt 29,5 m verbreitert werden. Diese Auskragung ermöglichte gegenüber der ursprünglichen Planung zwei Fahrstreifen und einen Standstreifen für jede Fahrtrichtung. Im Brückenbereich steigt die Autobahntrasse Richtung Nordosten mit 2 % an.
Die Brücke hat heute eine Gesamtstützweite von 503,5 m. Die Herstellung der beiden Spannbetonüberbauten erfolgte bei Stützweiten von 17,0 m, 33,0 m, 10 × 38,5 m, 35,0 m und 33,5 m im Taktschiebeverfahren. Vom Widerlager Hof aus wurden die Überbauten eingeschoben. Das Bauwerk ist insgesamt 505,5 m lang und über der Weißen Elster 60 m hoch.
Josef Scheidler, Leiter des Sachgebietes Tunnel- und Brückenbau in der obersten Baubehörde des Freistaates Bayern, hatte sich maßgeblich für den Erhalt und die Vollendung der Brücke eingesetzt, trotz der deutlich höheren Kosten gegenüber einem Neubau. Ihm zu Ehren wurde eine Gedenktafel am Fuße des siebten Pfeilers angebracht.

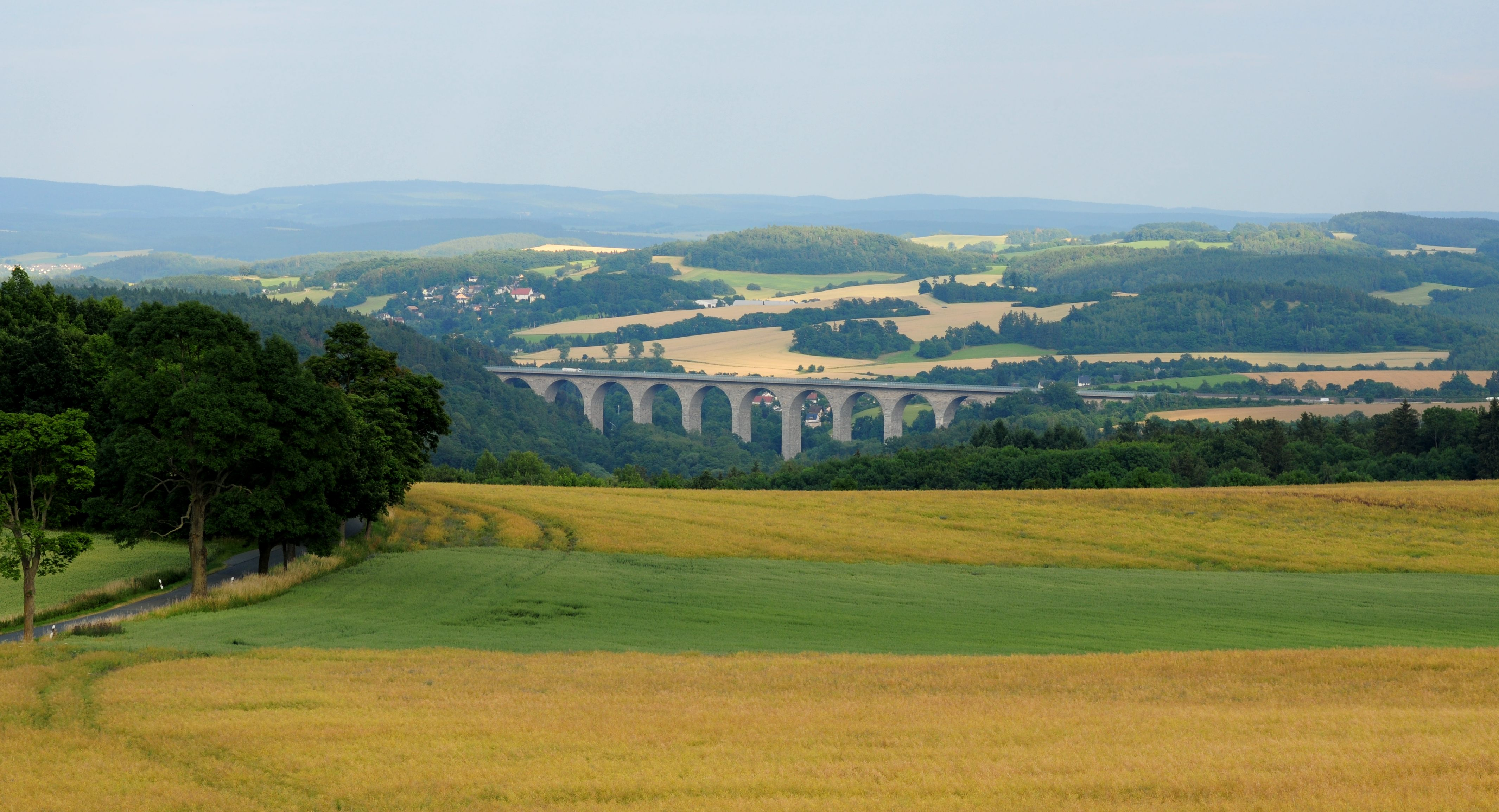
Fernsicht auf die Elstertalbrücke im Vogtland
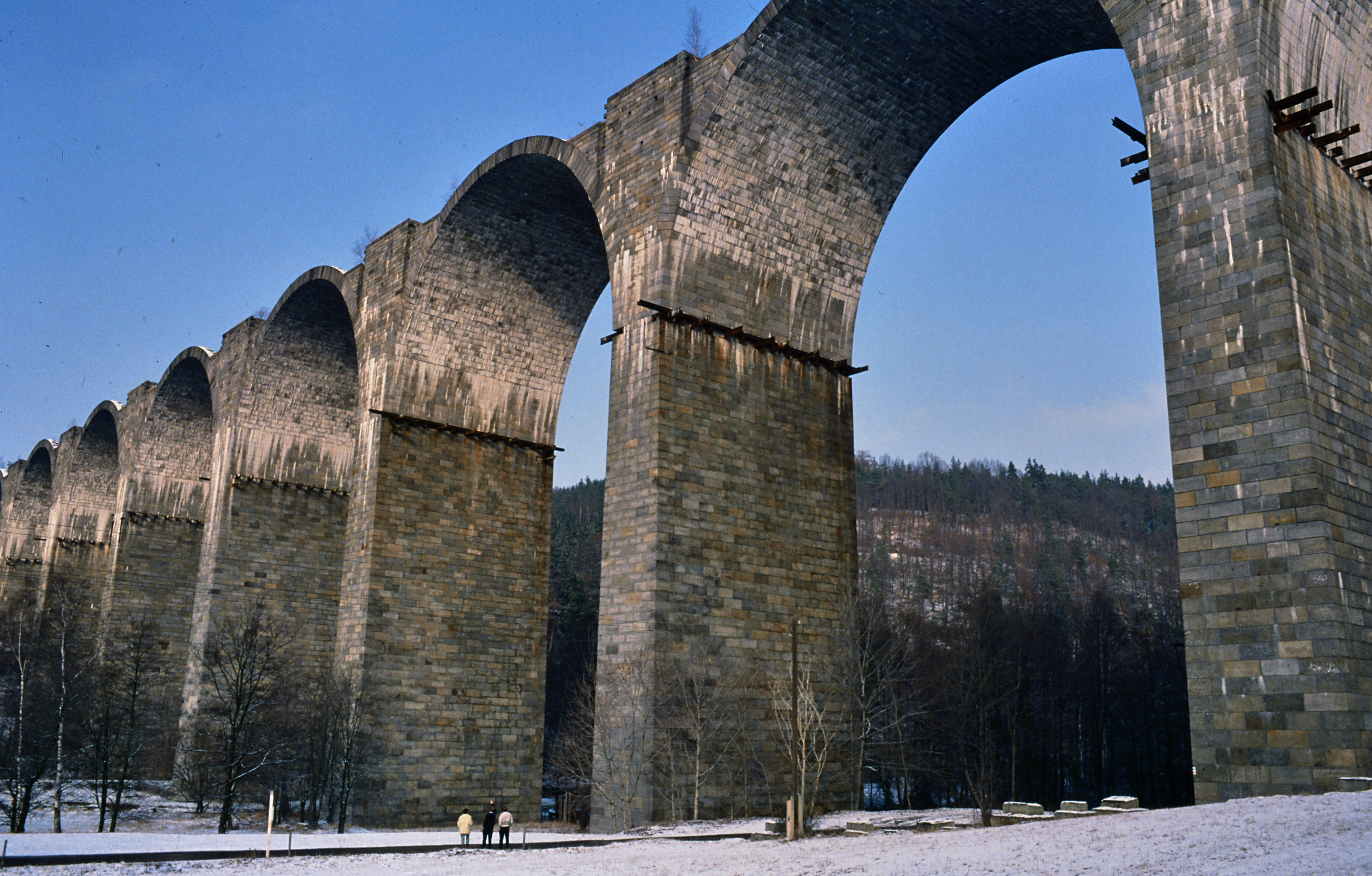
Baustand 1990
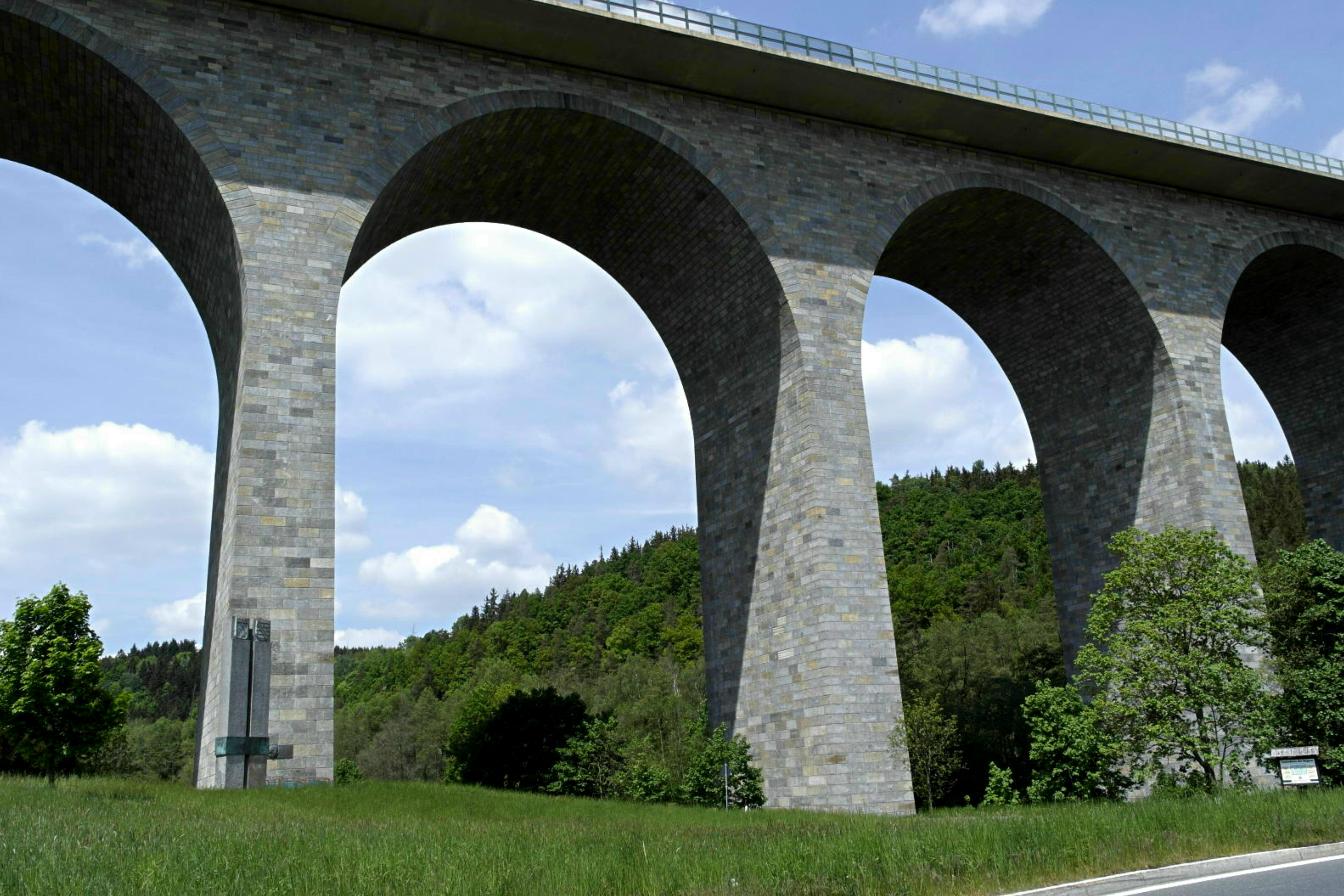
Granitquader[3] als Baustoff der Brückenpfeiler, 2015
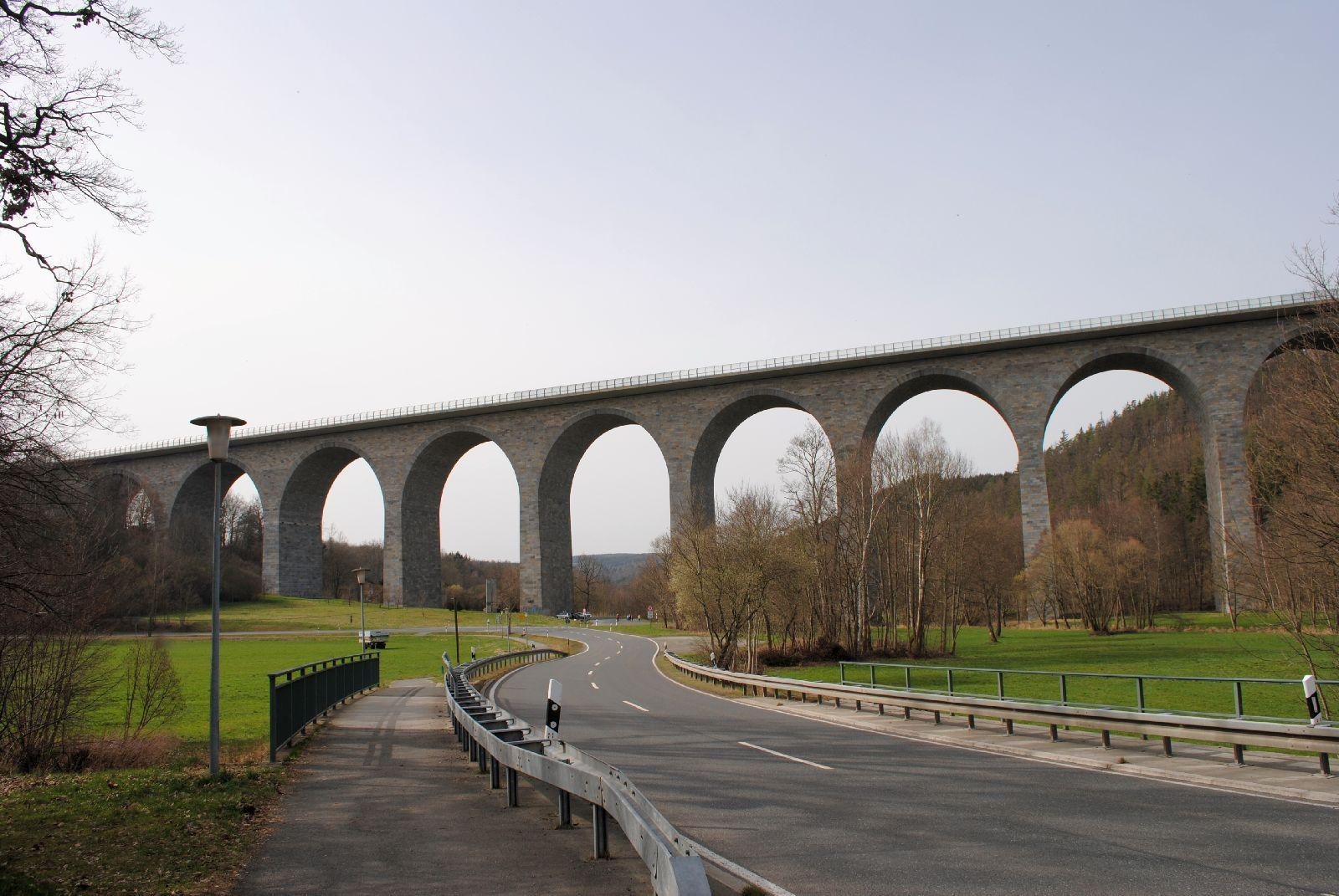
Bundesstraße 173 vor der Brücke abbiegend, 2016
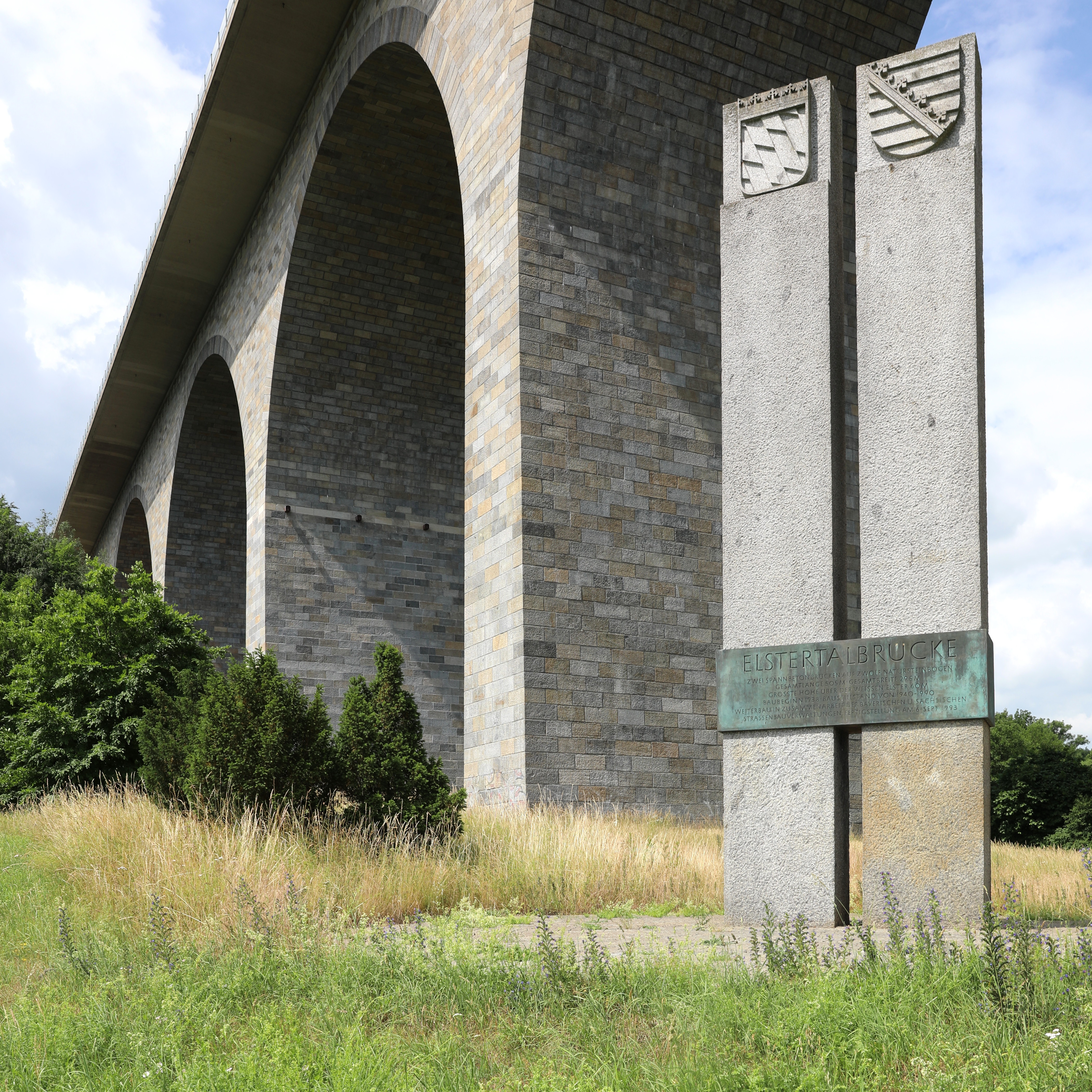
Elf Meter hohe Granitstelen mit den Landeswappen Bayerns und Sachsens von Steinmetz Walter Ballmann
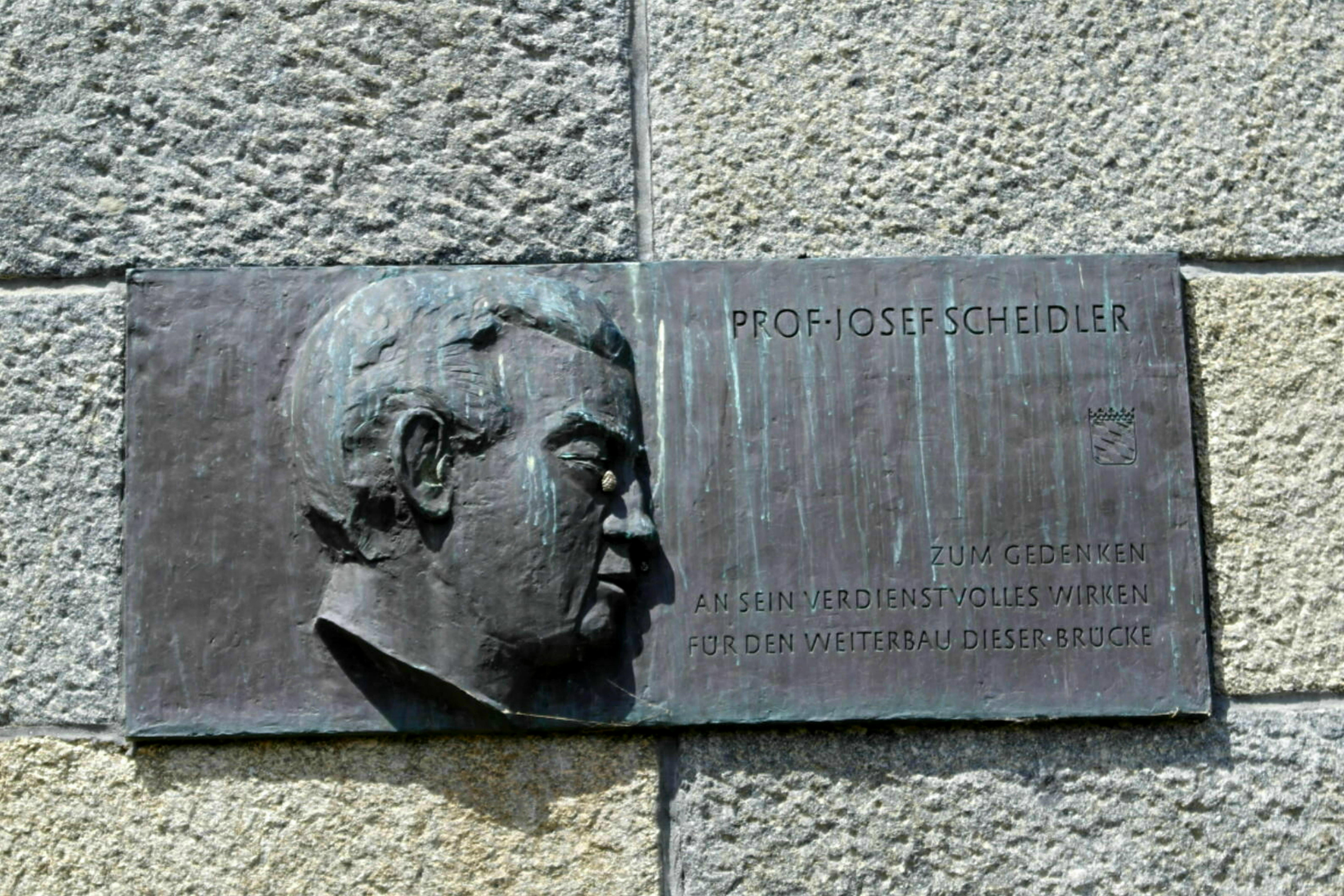
Gedenktafel für Josef Scheidler

## Zitate
„Die schönste Brückenform für hohe Talbrücken ist der Bogen auf schlanken Pfeilern mit gleichen Öffnungsweiten bis zu den in langen Wangenmauern ausklingenden Brückenenden.“

„Diese Brücke ist ein Symbol des Zusammenwachsens der beiden deutschen Staaten.“

## Film
- Die Autobahnbrücke Pirk – Von der Unvollendeten zum Einheitssymbol. Dokumentarfilm, Deutschland, 2015, 29:43 Min., Buch und Regie: Ina Klempnow, Produktion: MDR Sachsen, Reihe: Der Osten – Entdecke wo du lebst, Erstsendung: 31. März 2015 bei MDR Fernsehen, Inhaltsangabe von MDR, (Memento vom 2. April 2015 im Internet Archive).